# مارتينا جارسيا
مارتينا جارسيا (بالإسبانية: Martina García)‏ هي عارضة وممثلة كولومبية، ولدت في 27 يونيو 1981 ببوغوتا في كولومبيا. بدأت مشوارها المهني سنة 1999.

## أعمال

### أفلام
- (2010) بيوتيفول[3]

## وصلات خارجية
- مارتينا جارسيا على موقع IMDb (الإنجليزية)
- مارتينا جارسيا على موقع روتن توميتوز (الإنجليزية)
- مارتينا جارسيا على موقع قاعدة بيانات الأفلام العربية
- مارتينا جارسيا على موقع ألو سيني (الفرنسية)
- مارتينا جارسيا على موقع أول موفي (الإنجليزية)
- مارتينا جارسيا على موقع قاعدة بيانات الفيلم (الإنجليزية)
- مارتينا جارسيا على موقع كينوبويسك (الروسية)